# Stufenbrunnen

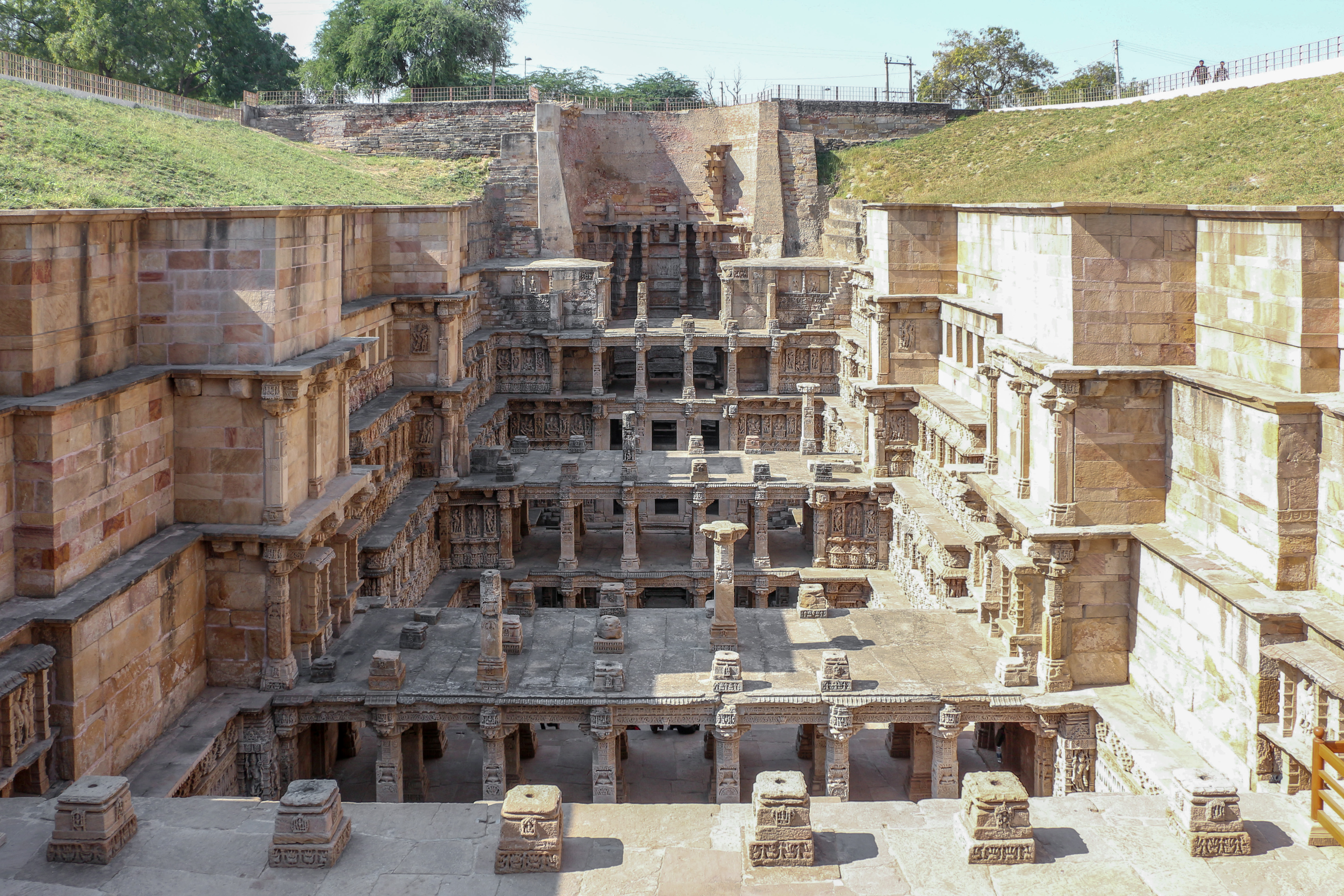
Rani Ki Vav, Patan, Gujarat

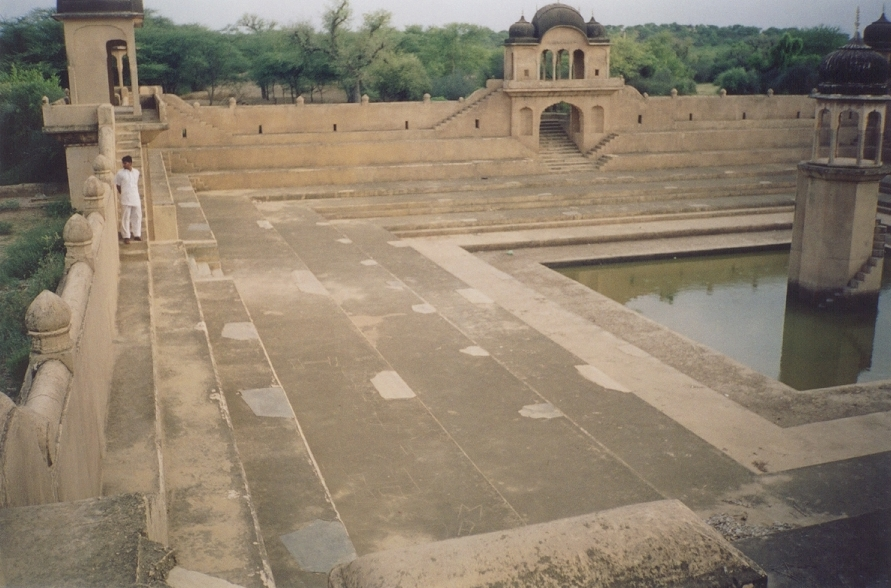
Fatehpur, Shekhawati, Rajasthan

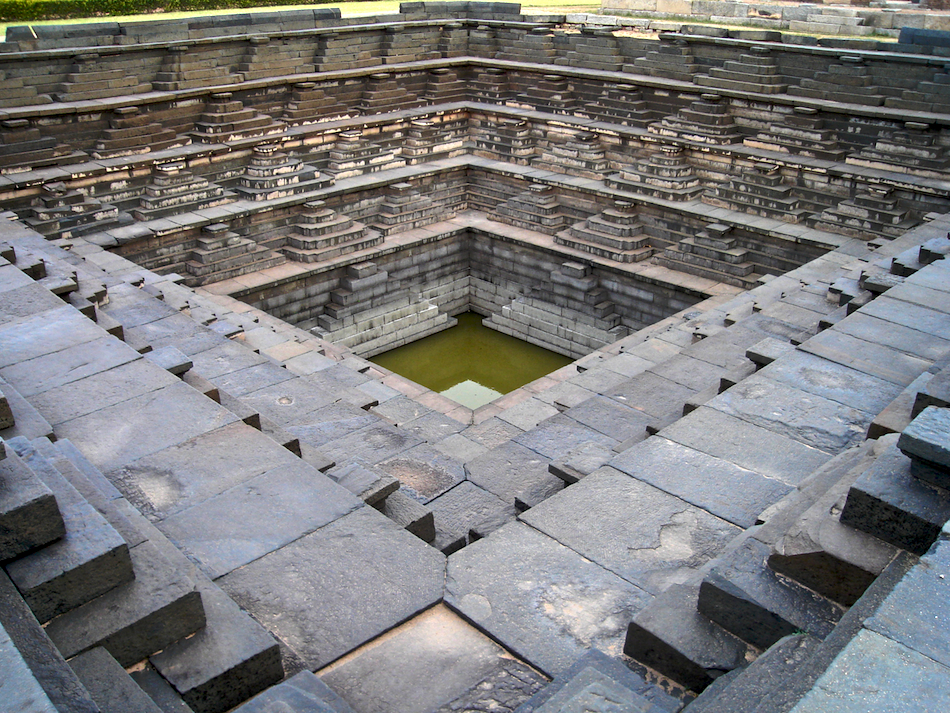
Hampi, Karnataka

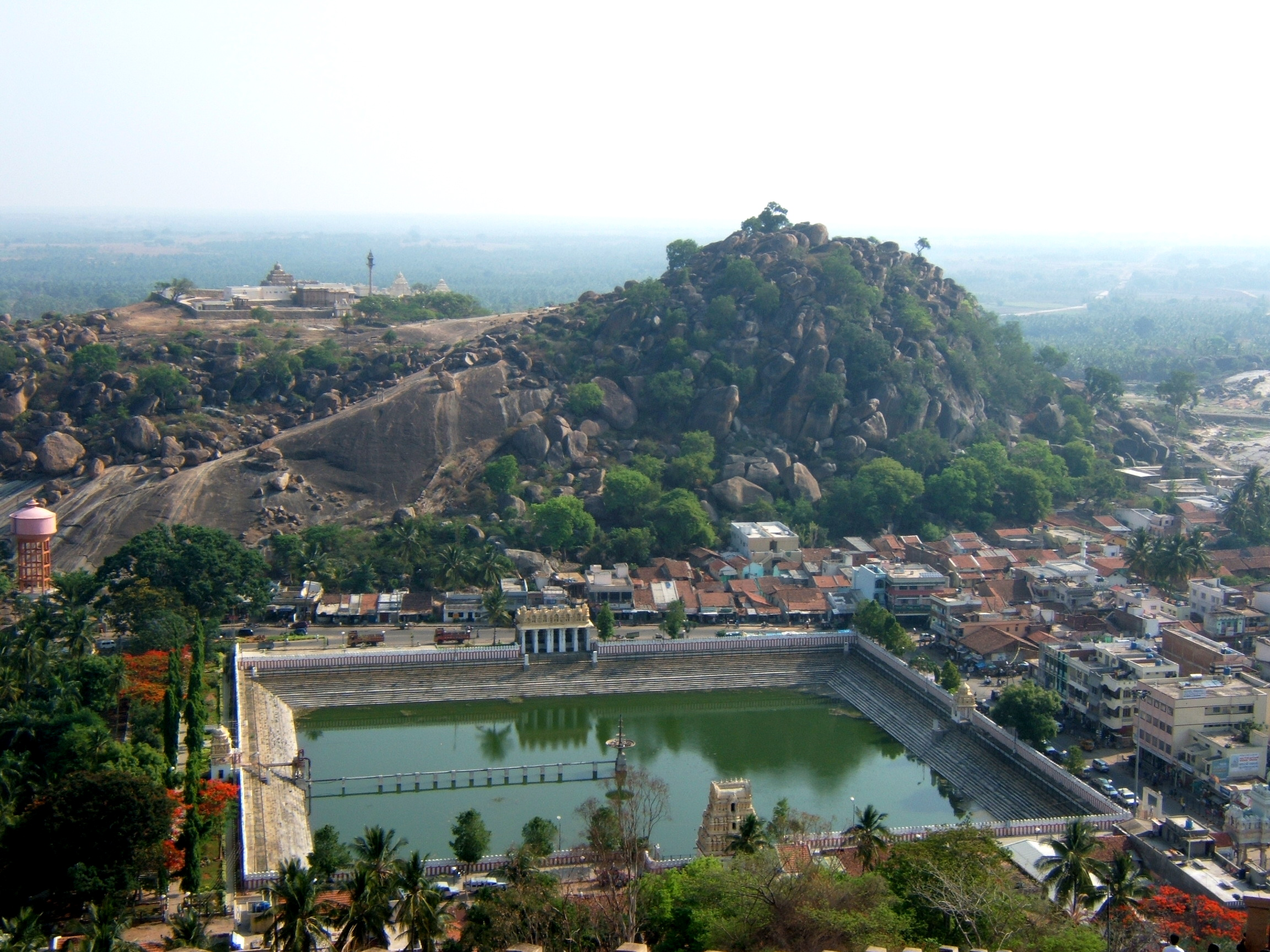
Sravanabelgola, Karnataka

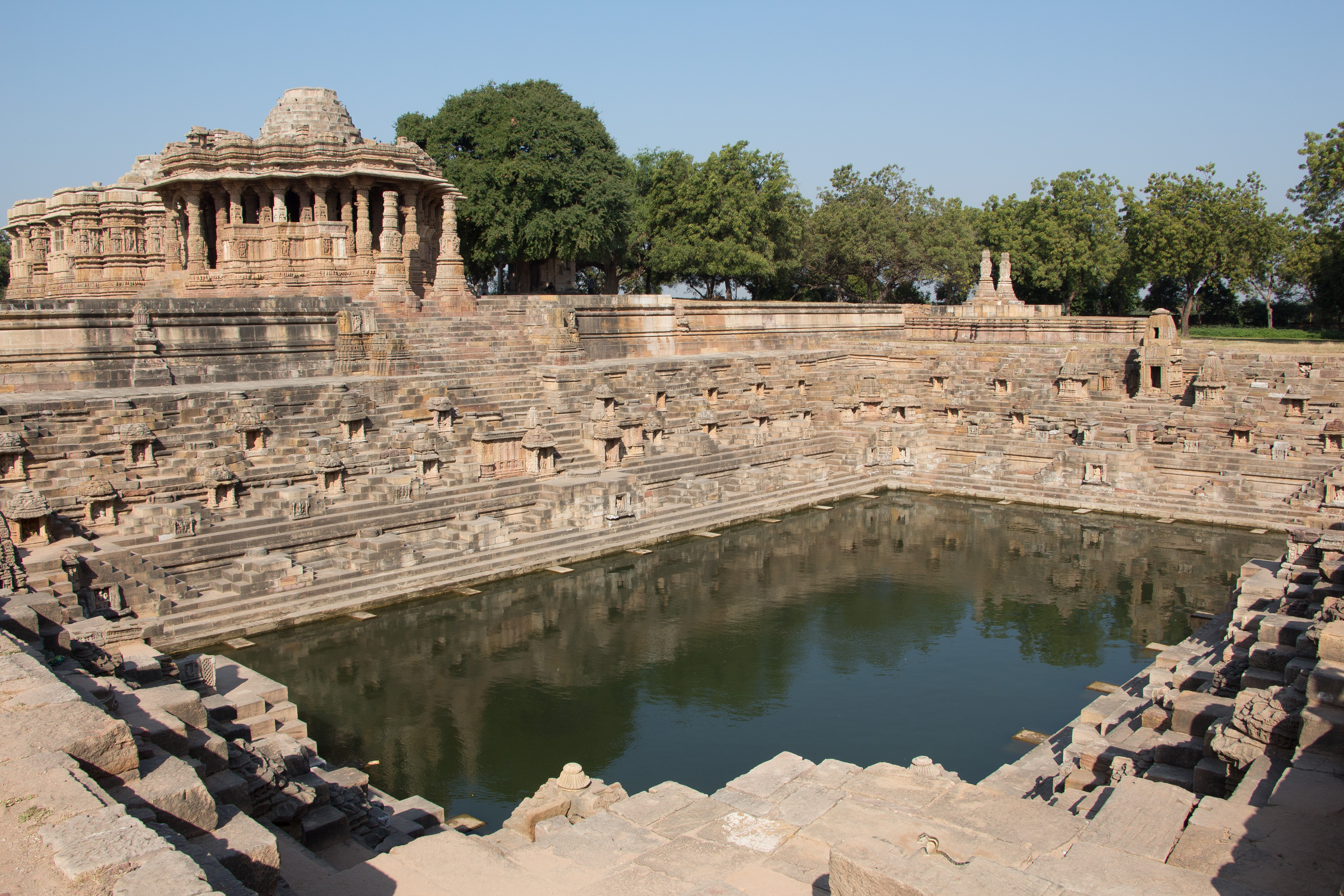
Modhera, Gujarat

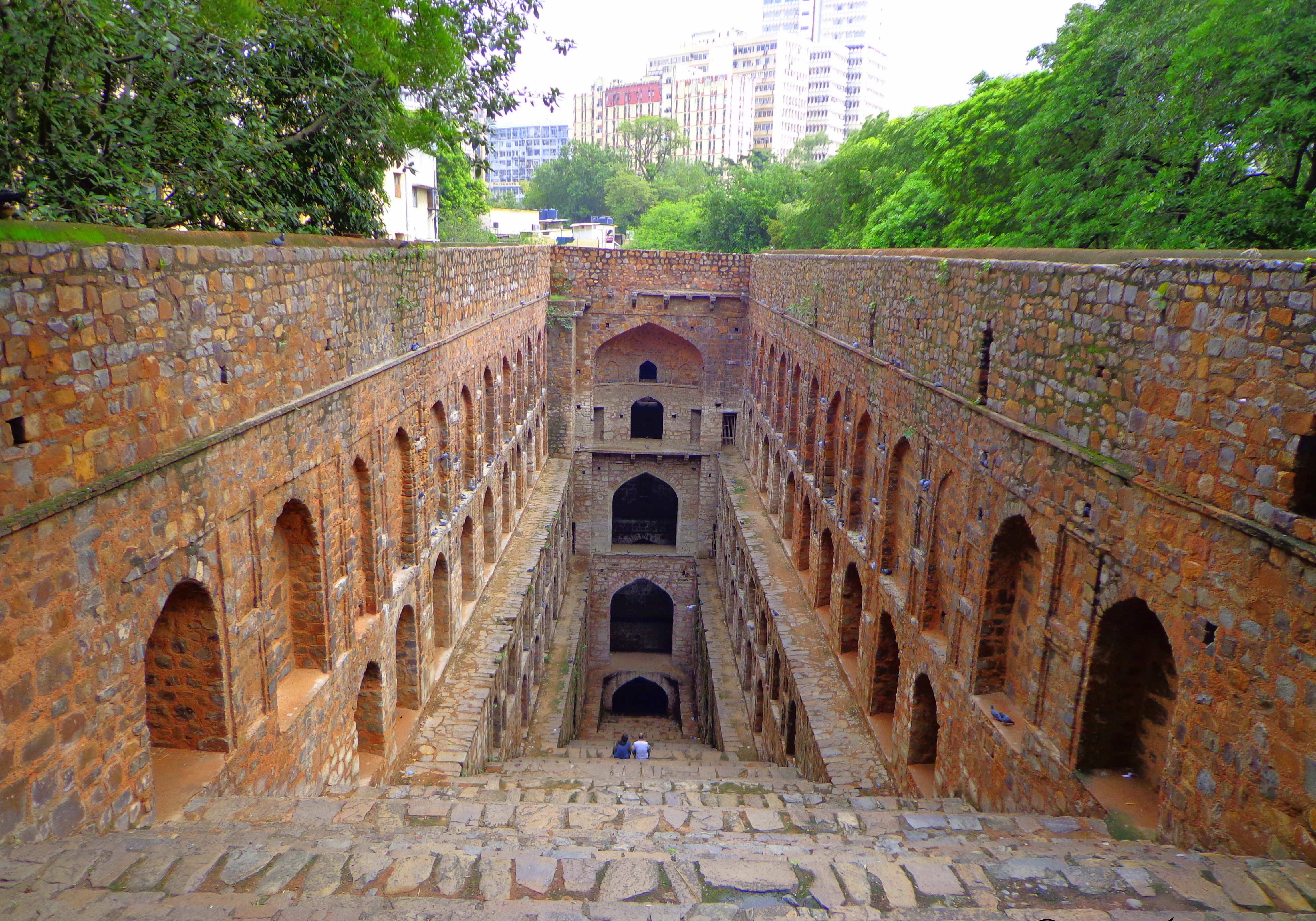
Agrasen Ki Baoli, Delhi

Ein Stufenbrunnen (englisch stepwell; gujarati: vav; hindi: baoli; lokal auch jhalra) ist ein Brunnen, der je nach Wasserstand wegen der Stufenbauweise eine unterschiedliche Oberflächengröße aufweist. Stufenbrunnen gehören zu den originären und originellsten Beiträgen des indischen Subkontinents zur Weltarchitektur. Der Rani Ki Vav von Patan ist seit dem Jahr 2014 als UNESCO-Weltkulturerbe anerkannt. Die bauliche oder sprachliche Abgrenzung von den oft von Menschenhand angelegten hinduistischen Tempelteichen (kunds) ist oft fließend (z. B. Potra Kund in Mathura, Suraj Kund in Lucknow oder Durga Kund in Varanasi).

## Geschichte
Stufenbrunnen könnten bereits zur Zeit der Induskulturen bekannt gewesen sein, denn bei den Ausgrabungen in Dholavira und Mohenjo-Daro wurden größere Wasserbecken freigelegt – in Dholavira sogar mit Treppe. Ansonsten sind die ältesten Zeugnisse kleine, in den Fels gehauene Anlagen des 2. bis 4. Jahrhunderts n. Chr. in der Nähe von buddhistischen oder hinduistischen Felsklöstern. Im 7. Jahrhundert erscheinen die ersten konstruktiven Beispiele aus Stein, von denen sich jedoch so gut wie nichts erhalten hat. Zwei der ältesten erhaltenen Beispiele sind der Mata Bhavani Vav in Ahmedabad, Gujarat und der Chand Baori in Abhaneri, Rajasthan; beide stammen aus dem 8./9. Jahrhundert, wurden jedoch immer wieder restauriert und erneuert. Die meisten erhaltenen Beispiele stammen aus dem 11. bis 15. Jahrhundert und liegen in größeren Städten oder in deren Nähe.

## Hintergrund
Vor allem in den ariden und flussarmen oder flussfernen Zonen Nordwest- (Gujarat, Rajasthan) und Südindiens (Karnataka) sowie Südpakistans (Sindh), in denen der jährliche Monsun nur wenige Wochen lang Regen bringt, war es notwendig, das für kurze Zeit reichlich vorhandene Wasser zu speichern. Dies konnte in Zisternen und Brunnenschächten geschehen, doch waren die Niederschlagsmengen oft so enorm, dass auch größere Speicher gefüllt werden konnten, was für die wachsende Bevölkerung, die nun auch im Hinterland der Flüsse siedelte und Landwirtschaft betrieb, außerordentlich wichtig war. Diese schuf entweder von Bruchsteinen, später von Hausteinen eingefasste flache Teiche oder in das Erdreich versenkte Stufenbrunnen, die – wie alle Brunnen – an der Erdoberfläche eingezäunt oder ummauert werden mussten, um Verunreinigungen des Wassers durch Tiere oder deren Kadaver zu vermeiden. An der tiefsten Stelle, wo der Brunnen Kontakt zum Grundwasserspiegel hatte, aber auch auf den Stufen setzte sich Schlamm ab, der immer wieder entfernt werden musste – wie auch für das Wasserholen waren für diese Arbeit meist Frauen zuständig.
Die Brunnen sorgen in Zeiten starker Niederschläge auch dafür, dass die Wassermengen sich nicht an anderer Stelle stauen und für Überschwemmungen sorgen. Am Beispiel des Bansilalpet Stufenbrunnens in Hyderabad wird deutlich, dass sie so auch heute noch zu einer besseren Regulierung des Wasserhaushalts in Städten beitragen können. Seine Renovierung hat zu einer deutlichen Reduzierung von Hochwasser im Bereich rund um den Brunnen und tiefliegenden Stellen um den Hussain Sagar See geführt.

## Bedeutung
Abgesehen von ihrem praktischen Nutzen erfuhren die wasser- und damit lebenspendenden Stufenbrunnen auch eine quasi religiöse Verehrung, die durch die manchmal vorkommende Ost-West-Ausrichtung sowie durch aufgestellte Götterbilder oder kleine Nischentempel in ihren Mauern unterstrichen wurde (z. B. Rani Ki Vav in Patan und Mithi Vav in Palanpur, beide in Gujarat). In einigen Fällen wurden Stufenbrunnen in unmittelbarer Nähe von Großtempeln errichtet (z. B. in Modhera, Gujarat); sie sind dann eher als Tempelteiche (kunds) anzusehen. In der Zeit der islamischen Dominanz über weite Teile des indischen Subkontinents wurde der Figurenschmuck der ursprünglich hinduistischen Stufenbrunnen jedoch oft zerstört; nur wenige Beispiele sind bis heute erhalten. Andererseits wurden auch in muslimischer Zeit derartige Brunnen gebaut (z. B. der Agrasen Ki Baoli und der Gandhak Ki Baoli in Delhi oder der Turji Ka Jhalra in Jodhpur).

## Architektur
Im Wesentlichen existieren drei Arten von Stufenbrunnen – die in konstruktiver Hinsicht einfachste ist ein relativ flaches Geviert mit Stufen (ghats) an den Rändern; eine weitere ist ein tiefer eckiger oder runder Brunnenschacht, dessen Wasser über eine einseitige Treppe oder Rampe erreicht werden kann. Die konstruktiv aufwendigste und optisch eindrucksvollste ist ein tiefes, all- oder dreiseitig von prismenförmig angelegten Treppen und Stufen eingefasstes quadratisches oder rechteckiges Becken (z. B. Chand Baori in Abhaneri, Rajasthan).
In der Regel werden Stufenbrunnen zunächst ausgeschachtet, anschließend werden die Außenwände durch Mauerwerk stabilisiert; Querverbindungen in Form von Wänden oder Schwibbögen zwischen den Außenmauern sind eher selten. Im Fortkomplex von Junagadh (Gujarat) befindet sich der Adi Kadi Vav, ein vertikal in das natürliche Felsgestein hineingetriebener Stufenbrunnen.
Auffällig ist die Tatsache, dass nahezu alle Brunnenschächte zwar regelmäßig rund angelegt sind, jedoch so gut wie keine runden oder ovalen, sondern fast nur eckige Stufenbrunnen bekannt sind. Ein oktogonales Exemplar befindet sich bei der Freitagsmoschee von Champaner.

## Bilder

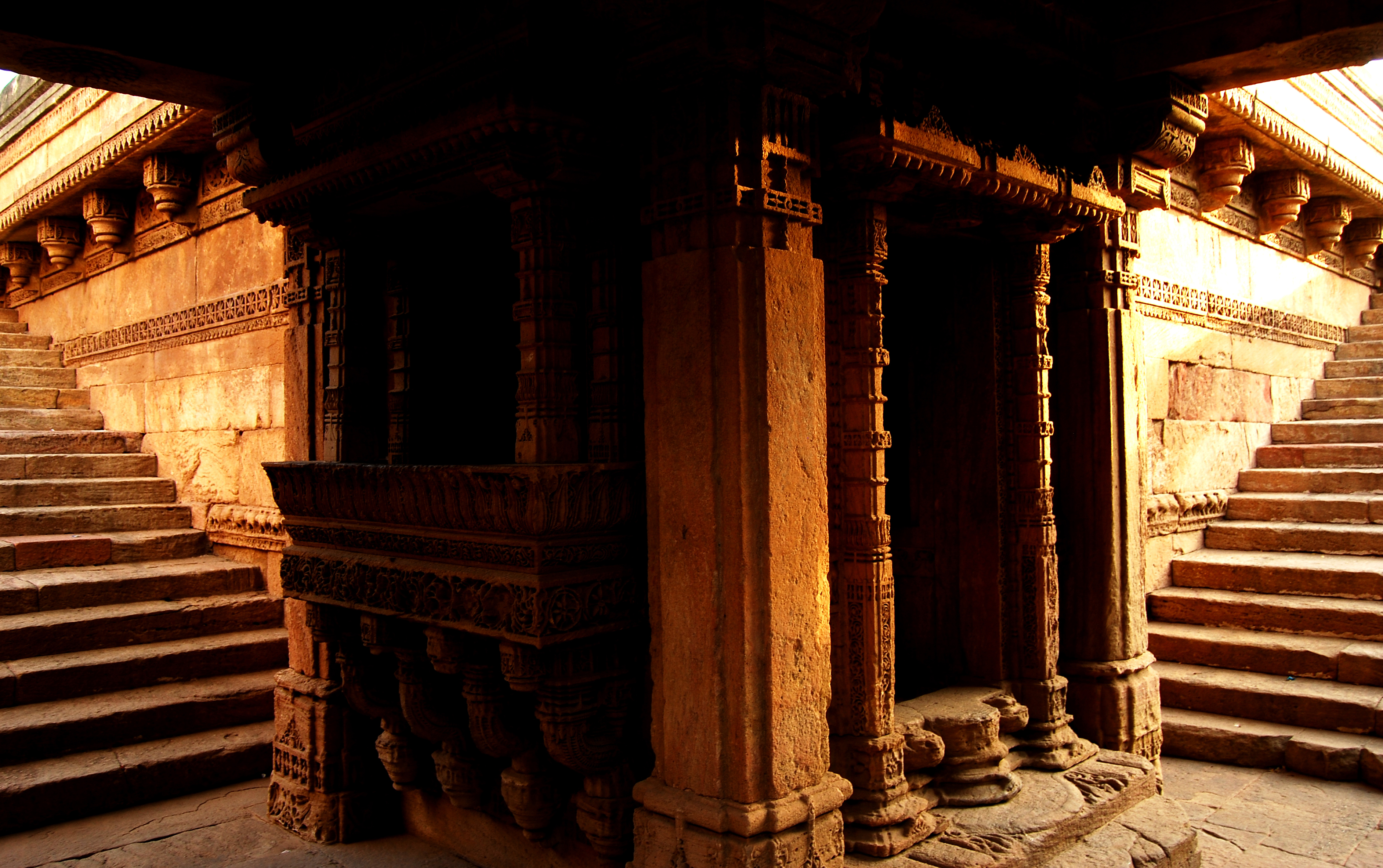
Stufenbrunnen von Adalaj nahe Gandhinagar, Gujarat
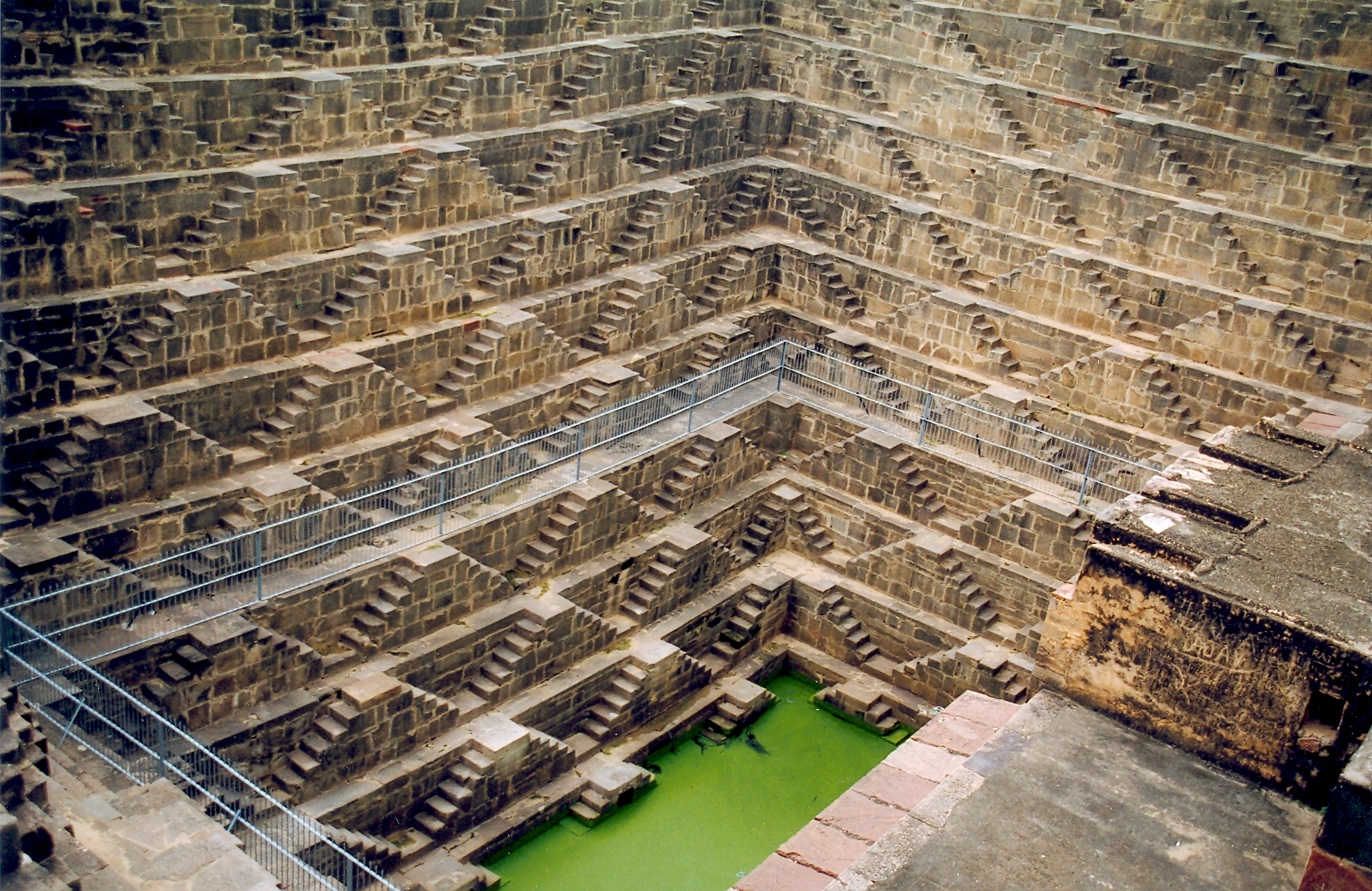
Chand Baori im Dorf Abhaneri bei Jaipur, Rajasthan
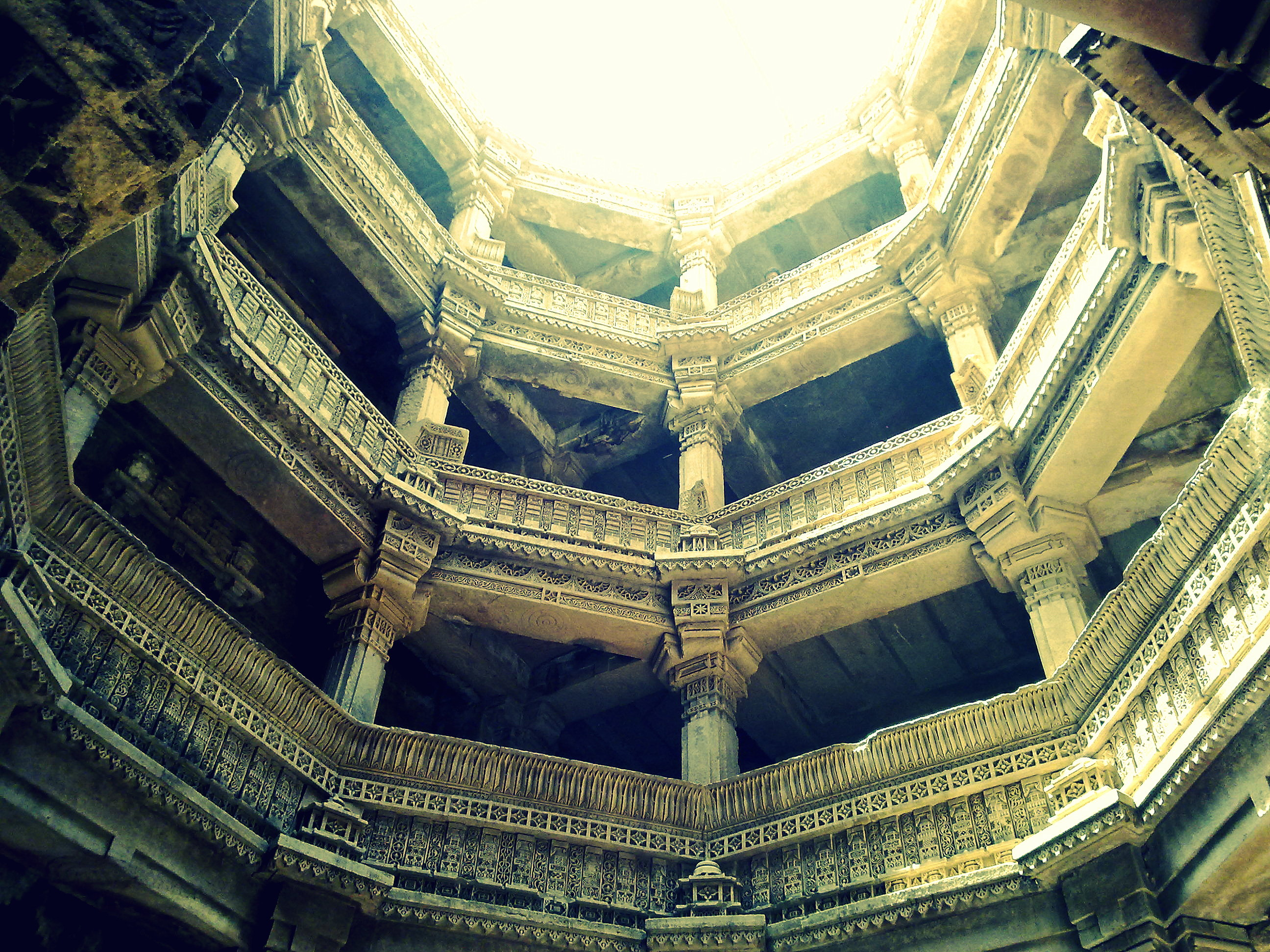
Dada Hari Ni Vav, Ahmedabad, Gujarat
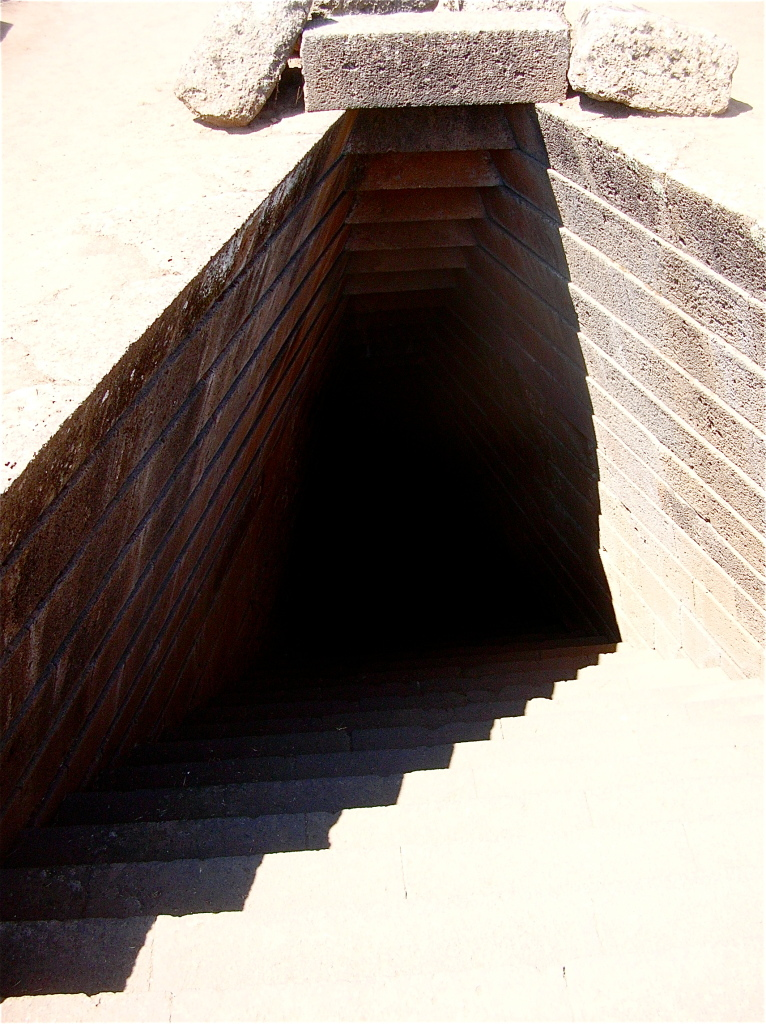
Santa Cristina (Brunnenheiligtum), Sardinien
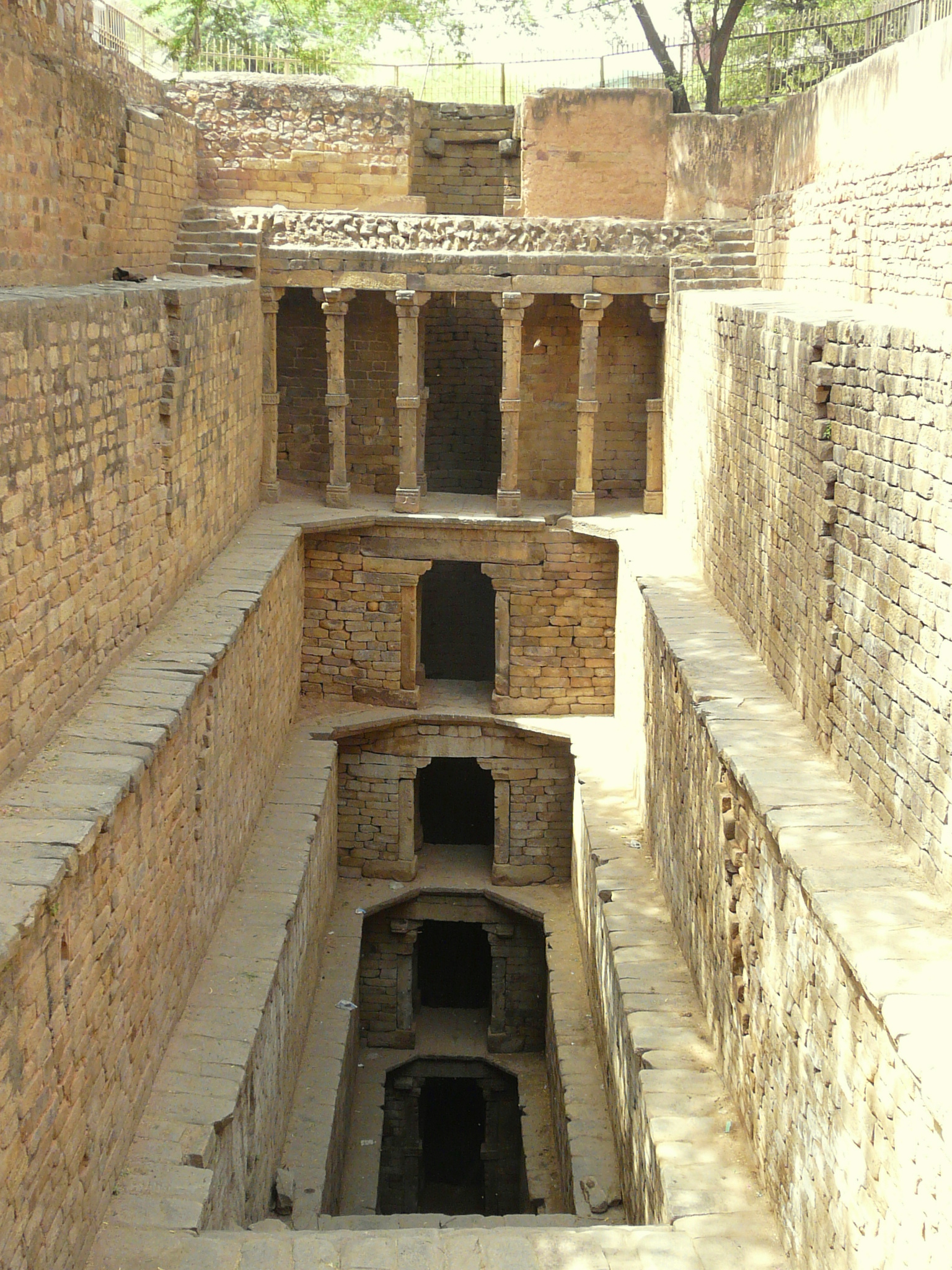
Gandhak Ki Baoli, Delhi
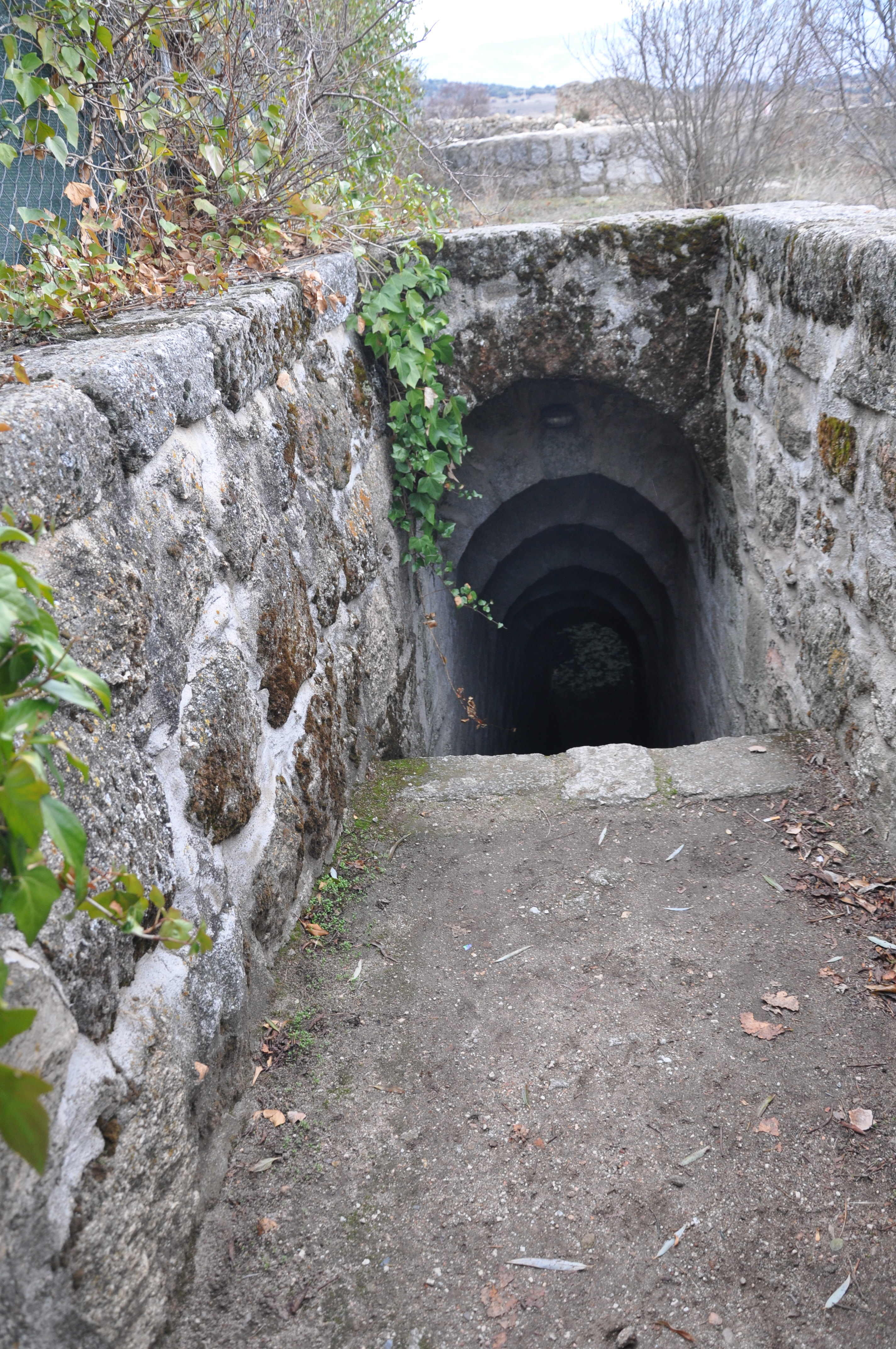
Stufenbrunnen in Bonilla de la Sierra, Provinz Ávila, Spanien

## Europäische Stufenbrunnen
Selten sind europäische Stufenbrunnen – die wohl ältesten sind die bronzezeitlichen Motillas auf der Iberischen Halbinsel und das Brunnenheiligtum von Santa Cristina, das zur sardischen Nuraghenkultur gehört und sich südlich des Ortes Paulilatino befindet. Ein mittelalterlicher oder frühneuzeitlicher Stufenbrunnen mit teilweise überwölbter Treppe befindet sich in der ehemaligen Kleinstadt Bonilla de la Sierra in der altkastilischen Provinz Ávila, ein weiteres Exemplar befindet sich in der aragonesischen Kleinstadt Calatorao. Bei diesen können arabisch-maurische Ursprünge oder Anregungen vermutet werden, obwohl im südlichen und östlichen Mittelmeerraum keine derartigen Konstruktionen bekannt sind.